# Amtsenthebungsverfahren gegen Bill Clinton

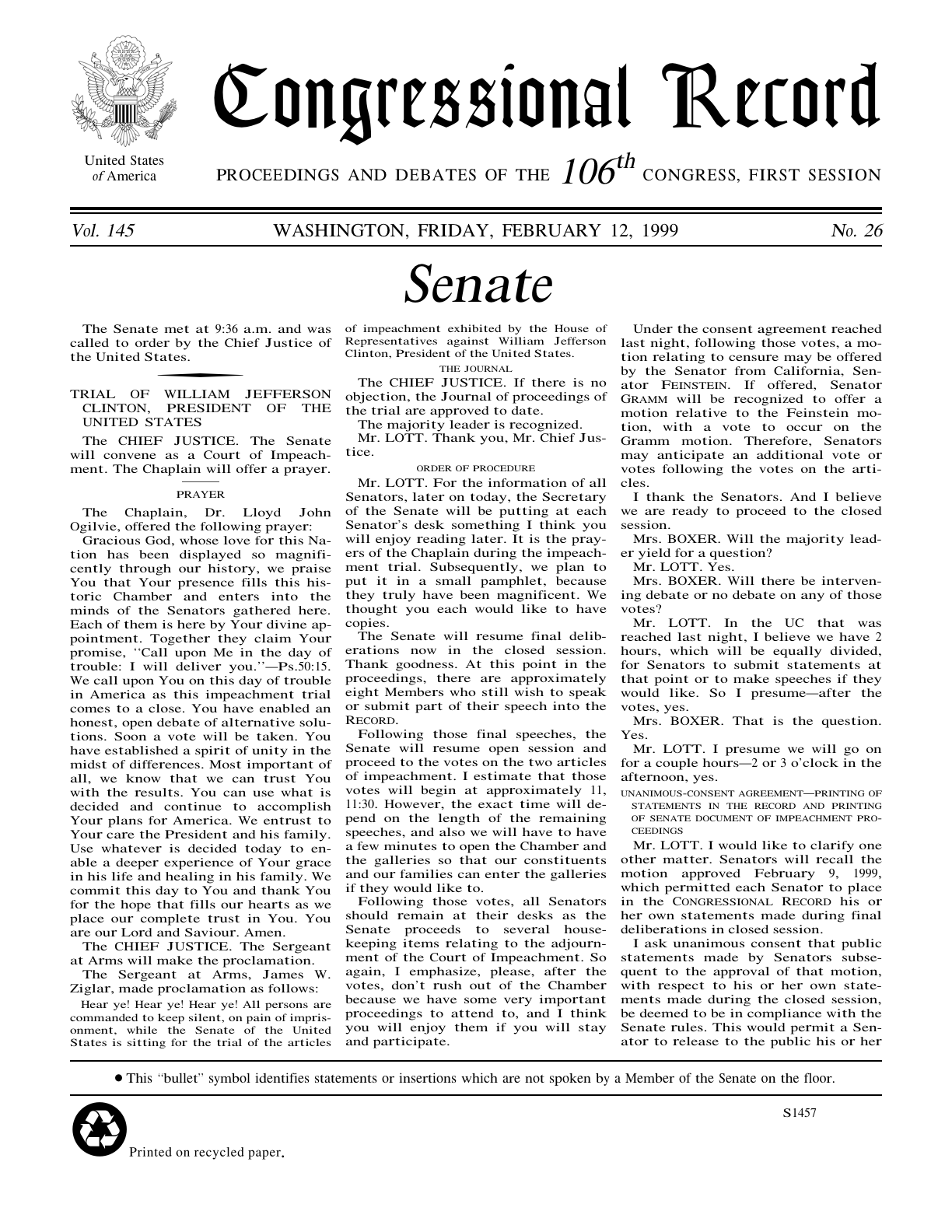
Congressional Record

Das Amtsenthebungsverfahren gegen Bill Clinton war das zweite Amtsenthebungsverfahren gegen einen Präsidenten in der Geschichte der Vereinigten Staaten. Hintergrund war eine Anklage von Paula Jones, die Clinton sexuelle Belästigung vorwarf, sowie seine Affäre mit der Praktikantin Monica Lewinsky. Infolge eines Ermittlungsberichts des unabhängigen Anwalts Kenneth Starr an das House Judiciary Committee, begann das Verfahren mit einem Votum des Repräsentantenhauses am 8. Oktober 1998, welches Clinton Lüge unter Eid, also Meineid, vor einer Grand Jury und Behinderung der Justiz vorwarf. Nachdem das Repräsentantenhaus die zwei „Articles Of Impeachment“ verabschiedete, wurde das Verfahren im Januar dem US-Senat übergeben, der Clinton am 12. Februar 1999 in beiden Anklagepunkten freisprach.

## Anlass

### Wichtige Personen

#### Monica Lewinsky
1995 absolvierte Monica Lewinsky ein Psychologiestudium am Lewis & Clark College. Im Juli erlangte sie ein Praktikum im Weißen Haus und begann noch im selben Jahr eine Affäre mit dem US-Präsidenten Bill Clinton. Späteren Aussagen zufolge übte sie mit Clinton neunmal Oralverkehr aus, bevor man sie im April 1996 ins Pentagon verlegte, da ihre Vorgesetzten glaubten, dass sie zu viel Zeit mit dem Präsidenten verbrachte.

#### Linda Tripp
Linda Tripp hatte unter der Regierung von George H. W. Bush im Weißen Haus gearbeitet und wurde später ebenfalls ins Pentagon verlegt. Dort lernte sie 1996 Lewinsky kennen, die ihr bald die Affäre mit Clinton gestand. Tripp nahm ihre Gespräche auf und übergab sie 1998 Kenneth Starr. Folglich wurde die Affäre öffentlich und Clinton sowie Lewinsky wurden vor eine Grand Jury geladen, wo Letztere sagte: „Ich hasse Linda Tripp“.

#### Kenneth Starr
Kenneth Starr hatte schon zuvor wegen undurchsichtiger Immobiliengeschäfte in der Whitewater-Affäre Ermittlungen gegen Bill Clinton geführt und begann bald mit der Erlaubnis von Justizministerin Janet Reno in der Lewinsky-Affäre zu ermitteln. Am 9. September 1998 veröffentlichte er die Ergebnisse seiner Ermittlungen, im sogenannten Starr Report. Zudem brachte er elf mögliche Gründe für eine Amtsenthebung Clintons hervor.

#### Paula Jones
Als die Affäre zwischen Clinton und Lewinsky publik wurde, nahmen die Anwälte von Paula Jones Lewinsky in eine Zeugenliste auf. Jones war Angestellte vom Präsidenten während seiner Zeit als Gouverneur von Arkansas gewesen und hatte 1994 eine Anklage wegen sexueller Belästigung gegen ihn erhoben. Um die Anschuldigungen zu beweisen, suchten ihre Anwälte seither nach Frauen, die ähnliches mit Clinton erlebt hatten.

#### Gennifer Flowers
Während der Ermittlungen im Januar 1998 gab Präsident Clinton seine außereheliche Affäre mit Gennifer Flowers zu.  Sie hatte behauptet, sie habe einen Job im Staat erhalten, während sie in einer sexuellen Beziehung mit Clinton war, während er Gouverneur war.

### Reaktion von Bill Clinton
Nachdem die Anklage von Paula Jones 1998 abgelehnt worden war, legte diese Widerspruch ein. Mit Clinton kam es später zu einer außergerichtlichen Einigung und er zahlte Jones $850,000. Im selben Jahr erklärte er in einer Pressekonferenz, keine sexuellen Begegnungen mit Monica Lewinsky gehabt zu haben. Diese übergab im Juli aber dem FBI ein blaues Kleid mit Clintons Spermien darauf; mithilfe einer Blutprobe konnte dies bestätigt werden und am 17. August 1998 gab Clinton vor der Grand Jury, und später vor der Nation, die Affäre zu:

"Indeed, I did have a relationship with Ms. Lewinsky that was not appropriate. In fact, it was wrong. It constituted a critical lapse in judgement and a personal failure on my part for which I am solely and completely responsible."

„In der Tat hatte ich eine Beziehung zu Frau Lewinsky, die nicht angemessen war. Tatsächlich war es falsch. Es stellte ein kritisches Fehlurteil und ein persönliches Versagen meinerseits dar, für das ich allein und vollständig verantwortlich bin.“

## Das Verfahren

### Gegenstand
Gegenstand eines Amtsenthebungsverfahrens müssen gemäß U.S. Verfassung, Abschnitt 4(2) „high crimes and misdemeanors“, besonders schwerwiegende Vergehen, sein. Diese sind nicht in der Verfassung definiert, sondern werden jeweils politisch definiert.

### Im Repräsentantenhaus
Da Kenneth Starr bereits weitgehend Ermittlungen geführt hatte, übersprang man diese. Am 8. Oktober 1998 begann der Prozess im US-Repräsentantenhaus, in dem Republikaner die Mehrheit hatten. Durch ein Votum entschied das Haus mit einer Mehrheit von 258 zu 176 Stimmen, ein Amtsenthebungsverfahren einzuleiten; 31 Demokraten hatten neben den Republikanern dafür gestimmt.
Am 19. Dezember wurde Clinton als zweiter amerikanischer Präsident nach Andrew Johnson angeklagt, da das Repräsentantenhaus formell zwei „Articles Of Impeachment“ verabschiedete. Insgesamt hatte das House Judiciary Committee vier Artikel an das Haus weitergeleitet, darunter ein Artikel für Machtmissbrauch, Meineid im Fall Paula Jones, Meineid vor der Grand Jury und Behinderung der Justiz; nur die letzten beiden Artikel wurden mit Mehrheiten bestätigt. Demokraten, die im Repräsentantenhaus für die „Articles“ gestimmt hatten, waren unter anderem Virgil Goode, Ralph Hall, Paul McHale und Charles Stenholm.

### Im Senat
Der Prozess im US-Senat begann am 7. Januar 1999 unter dem Vorsitz von William Rehnquist in seiner Funktion als Vorsitzender Richter des Obersten Gerichtshofes. Clinton wurde vom Juristen Cheryl Mills verteidigt und sein Beratungspersonal bestand unter anderem aus Charles Ruff und Dale Bumpers. Der eigentliche Prozess startete am 14. Januar und dauerte knapp vier Wochen. Am 8. Februar beendete man das Verfahren und am Folgetag beriet sich der Senat. Erst am 12. Februar begannen die Abstimmungen über die Anklageartikel. Vom ersten Artikel, der Clinton des Meineids beschuldigte, wurde er mit einer Mehrheit von 55 zu 45 Stimmen freigesprochen; ebenso sprach man Clinton im Anklagepunkt der Behinderung der Justiz frei, jedoch stimmte der Senat dabei mit einem Patt von 50 zu 50 ab. Zwar hatte kein Demokrat in den Anklagepunkten gegen Clinton gestimmt, doch er erhielt Stimmen für den Freispruch von Republikanern insgesamt fünfzehnmal, darunter von John Warner, Slade Gorton, Richard Shelby, Ted Stevens, Susan Collins, Olympia Snowe, Fred Thompson, John Chafee und Jim Jeffords.